# Campanile

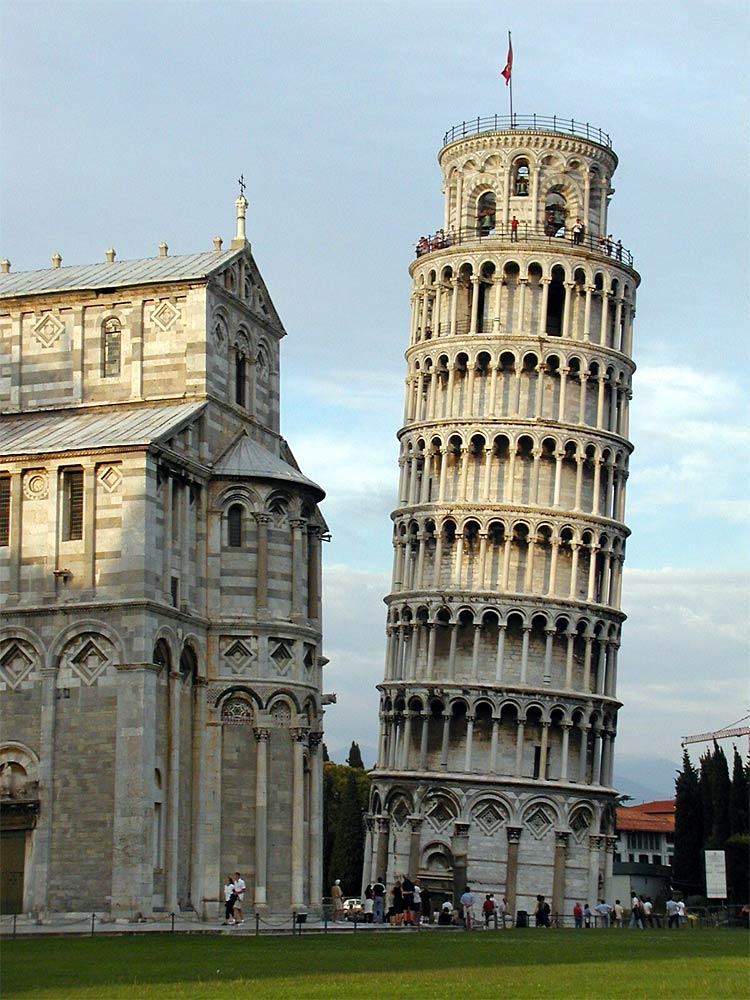
El campanile del Duomo de Pisa.

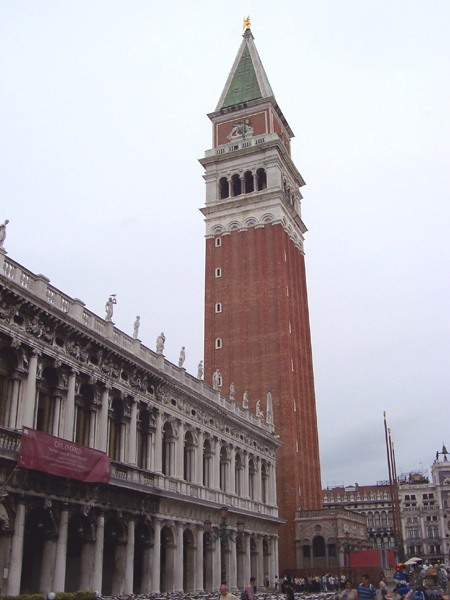
Campanile de San Marcos, Venecia.

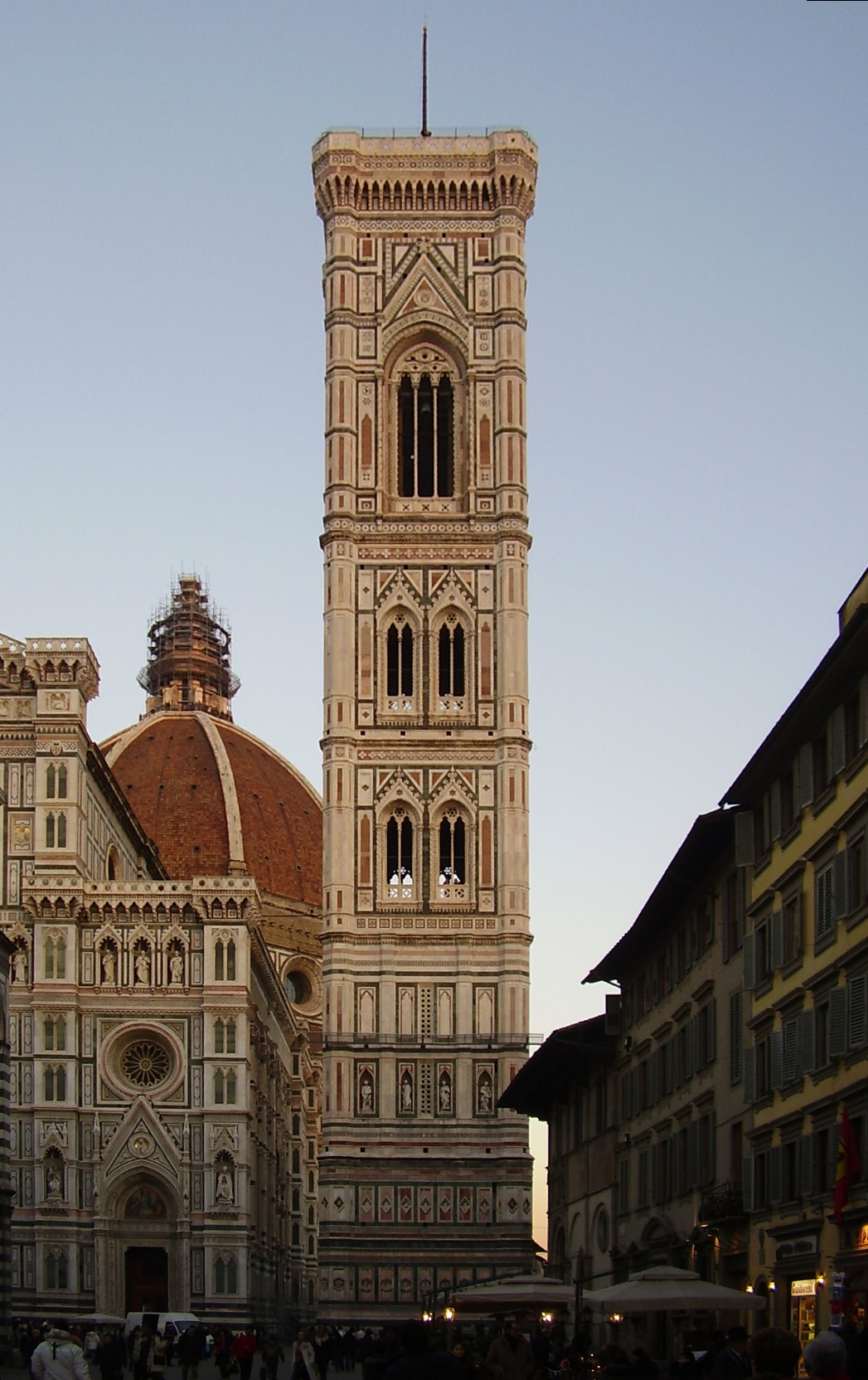
El campanario de Giotto de la catedral de Florencia.

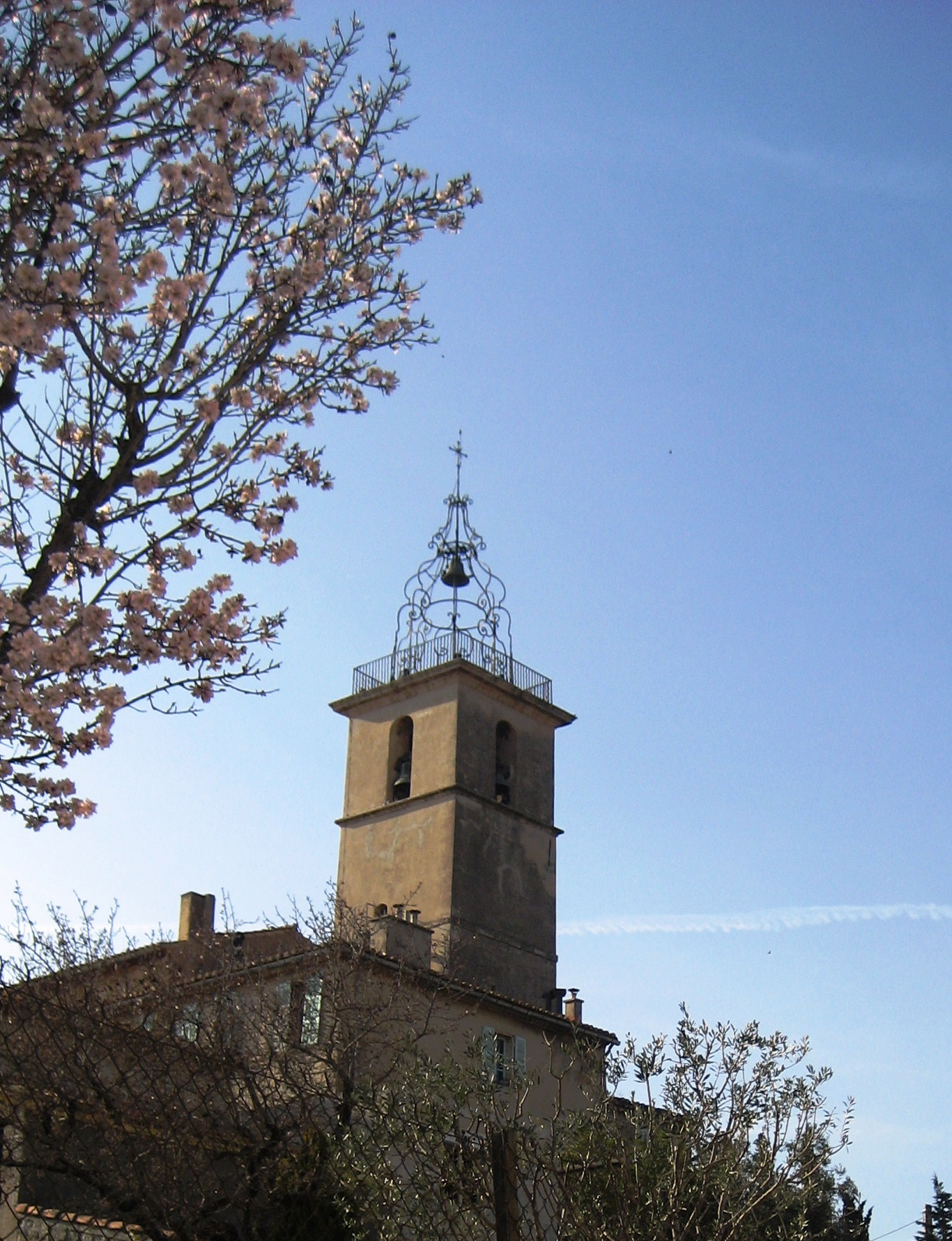
Campanario campanile francés en hierro forjado del Château-Gombert.

Un campanile, voz original del italiano, es una torre campanario, propia de Italia, con forma cuadrada o redonda, por lo general perforado con arcadas en varios niveles, localizado junto a una iglesia o un palacio público (en este caso, se habla de torre cívica), que alberga una o más campanas. En español se suele traducir como campanario o campanil, aunque el campanile, usado en italiano, responde a un tipo más concreto, a una torre campanario aislada separada del edificio principal, un tipo arquitectónico de origen italiano muy usado en la época renacentista y muy poco extendido en otros lugares. El campanile era construido como una parte integral, no como parte de la iglesia o catedral. Durante el Renacimiento, los campaniles se convierten en objeto de rivalidad entre las ciudades italianas y su construcción era a menudo confiada a grandes artistas.

## Origen del nombre
La Campania, región del sur de Italia, era famosa en los primeros siglos de la era cristiana por sus actividades metalúrgicas y en particular, por la fabricación de campanas y cencerros destinados a los rebaños o a los eventos públicos, tales como las asambleas o las ventas en subasta. Los primeros monasterios retomaron este uso para advertir a los monjes de diversas oraciones y el uso de las campanas se asoció poco a poco a los servicios religiosos. Las iglesias dispusieron gradualmente de campanarios o campaniles separados para la instalación de las campanas, cada vez más grandes.
En Francia, el significado del término campanile es diferente. Esta palabra significa «un campanario formando un ediculo sobre el techo de un edificio: parece posado sobre él. A menudo se construye en carpintería. No hace falta, por tanto, llamar campanile a un campanario aislado» Según el diccionario Le Petit Robert, también puede ser una linterna sobresaliendo de ciertos edificios civiles.

## Origen del tipo arquitectónico
La tradición atribuye a san Paulino, obispo de Nola (en el siglo V), la paternidad del uso de las campanas como reclamo para las reuniones, pero se remonta a 561 el primer informe de Gregorio de Tours que atestigua el uso de una campana colocada en un torreta especial para llamar a los fieles. Esta construcción se difundió rápidamente a partir del siglo VIII cuando el papa Esteban II ordenó la construcción de una torre campanario con tres campanas en la Basílica de San Pedro.
Con el fin de señalar las funciones religiosos se añaden a continuación, sobre todo con la difusión de los relojes mecánicos, para marcar el paso del tiempo con el tañido de las campanas. Con el auge de los municipios nacieron los primeros "campaniles" no relacionados con las actividades de culto, cuando se dotaron de campanas las torres de los palacios comunales.

## Ejemplos históricos
Se encuentran dos viejos campaniles de planta circular, construidos entre los siglos VII y X, cerca de las basílicas de San Apolinar el Nuevo y de de San Apolinar in Classe, en Rávena. La torre inclinada de Pisa (1174-1372), el campanile románico de la catedral de Pisa, en la Toscana, es un ejemplo del género. El campanile de la catedral de Florencia, de planta cuadrada, fue construido después a partir de los dibujos de Giotto. Hermoso ejemplo de la arquitectura gótica, este campanile de siete plantas, con fachadas de mármol de color, debe sus relieves esculpidos a Giotto, Andrea Pisano y Luca Della Robbia. El campanile de San Marcos, en Venecia, es otro ejemplo notable, reconstruido en 1912 tras el colapso de 1902. Otros campaniles destacados en Italia son el Torrazzo di Cremona, que es una de torres de ladrillo más altas del mundo, y el campanile de la catedral de Mesina, construido después del terremoto de 1908 y dotado con el reloj astronómico más grande del mundo, con numerosas figuras animadas.
Con la llegada de la cúpula, triunfo de la arquitectura y la ingeniería, los campaniles fueron poco a poco abandonados hacia el final del Renacimiento. Este género arquitectónico reapareció no obstante en el norte de Europa a finales del siglo XIX, cuando el eclecticismo recuperó el pasado al gusto del momento. Entre los ejemplos más notables se incluyen el campanile de la catedral de Westminster, en Londres, diseñado por J.F. Bentley en 1897.
En Francia, la torre del campanario de la iglesia de la abadía de Brantome (siglo XI), en la Dordogne, es sin duda el campanile más antiguo del país. También se encuentran muchos en el valle del Ródano, entre la Provenza y el Languedoc, en particular en los departamentos de Var, Vaucluse, Bouches-du-Rhône, Gard (como la Torre Fenestrelle de la catedral de Uzes) o Hérault. Muchos de estos campaniles son de hierro forjado. La construcción de un campanile de hierro era más barata, aunque algunos de ellos estén especialmente trabajados. Además, en las regiones donde sopla el Mistral regularmente, a veces con violencia, el hierro forjado en el campanile ofrece menos resistencia al viento que un campanario clásico, dejando que pase el aire.